# Gymnopleurus mopsus
Gymnopleurus mopsus é uma espécie de insetos coleópteros polífagos pertencente à família Scarabaeidae.
A autoridade científica da espécie é Pallas, tendo sido descrita no ano de 1781.
Trata-se de uma espécie presente no território português.